# كوبيتش السفلي (شوي بانة)
کوبیتش السفلی (بالفارسية: کوپیچ سفلی) هي قرية تقع في إيران في البلدة المركزية. يقدر عدد سكانها بـ 740 نسمة بحسب إحصاء 2016.